# 藍調
藍調，音譯為布魯斯（英文：Blues），是一個音樂流派和音樂形式，起源於19世紀末，非裔美國人在美國南方腹地及美國各地。這種流派的根源是從非洲傳統音樂而來，非裔美國人的歌曲作品，黑人聖歌及歐洲白人移民美國傳統的民間音樂，藍調融合了黑人靈歌、工作歌曲、現場大聲叫喊及回應、歡呼、吟唱和押韻成簡單的民謠。爵士樂、節奏藍調和搖滾樂中無處不在都有藍調音樂形式的特點，就是呼叫-回應模式，藍調音階和特定的和弦進行，其中十二小節藍調是最常見的。藍色音符（或“擔憂音符”)，通常是音高變平的三分之一或五分音符，也是聲音的重要組成部分。藍調洗牌或行走低音加強恍惚般的節奏，並形成一個重複的效果，被稱為凹槽。
藍調作為一種音樂流派的特點是在於歌詞、低音線和樂器。早期的傳統藍調詩歌由四行重複的單行組成。直到二十世紀的最後幾十年，最普遍的現行結構才成為標準：AAB模式由四條第一條線上的一條線組成，它在下四條線上重複，然後是一條較長的結束線最後的節拍。早期的藍調經常採用寬鬆的敘述形式，往往涉及非洲裔美國人遭受的種族歧視和其他挑戰。
許多元素，如呼叫和響應的格式和使用藍色的音符，可以追溯到非洲的音樂。藍調的起源也與非裔美國人的宗教音樂黑人聖歌有著密切的關係。藍調的第一次出現往往是在奴隸制結束之後，以及後來的自動化點的發展。這與前奴隸新獲得的自由有關。編年史開始在20世紀初報導藍調音樂。藍調樂譜的第一次出版是在1908年。藍調已經從無伴奏聲樂和口頭傳唱的奴隸演變成各種風格和其他風格。藍調其他風格包括鄉村藍調如三角洲藍調和皮埃蒙特藍調，以及城市藍調風格如芝加哥藍調和西海岸藍調。第二次世界大戰標誌著從原聲到藍調的轉變，藍調音樂逐漸向更廣泛的受眾，特別是白人聽眾開放。在20世紀60年代和70年代，逐漸發展了有快慢節奏的藍調搖滾的混合形式，將藍調風格與搖滾音樂融為一體，及節奏藍調。

## 詞源
藍調一詞的術語運用，起源於“藍色魔鬼”(Blue devils)，意思是情绪低落、悲傷、憂鬱，早在1798年劇作家喬治·科曼就寫過一部名為《藍色魔鬼，一幕滑稽戲》（one-act farce Blue Devils）的滑稽戲。藍魔這個詞可能在英國17世纪，就用來表示嚴重酒精戒斷症狀，激動和抑鬱。在美國19世紀，藍調一詞與飲酒有關，一種生活在藍色法律的無奈，當時禁止在星期日出售酒精。在美國黑人音樂中，這個詞的應用可能更久遠，1912年威廉·克里斯托弗·漢迪的《孟菲斯藍調》是這個詞在音樂中最早的書面紀錄。藍調歌曲中使用的藍調音階和啟應的演唱方式，都顯示了來自於中西非。

## 特征

### 歌曲
早期的藍調往往是鬆散的叙事歌曲，歌唱家诉说他或她在“一个残酷的现实中的个人遭遇：失爱、警官的残忍、白人的迫害、艰巨的日月。”与当时的其他音乐纪录相比许多最早的藍調纪录中含有坚忍不拔的、真实的歌词。最极度的例子之一是Memphis Minnie的《深入小巷》，其歌词描写一个妓女在小巷里与男人做爱的事。这样的音乐被称为“吊肠藍調”（"gut-bucket" blues）这个名字来自于一种使用清洗猪的小肠的铁桶自造的低音乐器，这种食物往往被与贫困和奴隶生活联系到一起。吊肠藍調一般描述男人与女人之间的爱与恨、不幸和艰苦生活。吊肠藍調与一般演奏这样的音乐给藍調音乐带来了其不快的名声。虔诚的基督教徒避免它，一些布道者甚至将它称为是罪恶的。由于它的歌词一般是关于生活的艰难和不公正，有些人总是将藍調与贫困和压迫联想到一起。但藍調的歌词不只是关于艰苦，有些也非常诙谐和露骨。
一开始的藍調可能只有一段，重复三次，现在通见的结构——一段，重复一次，然后接着一个单段的结束——是后来发展出来的。
有人认为约鲁巴神话在早期藍調中有一定的作用。但是大多数藍調艺术家更主要的是受到基督教的影响。

### 音乐形式
20世纪初藍調的和弦没有明确的定义，但在1930年代12节藍調成为标准。但是除典型的12节藍調外还有8节藍調形式和16节藍調形式。基本的12节藍調反应了标准的12小节和声，其节奏为4/4或2/4拍。12节藍調的藍調和弦一般是在12节组合上演奏出来的一组三个不同的和弦：
| I  | I or IV | I | I      |
| IV | IV      | I | I      |
| V  | IV      | I | I or V |

在这里罗马数字表示的是和谐进行的音阶。比如假如演奏的是F大调，则其和弦顺序是：
| F  | F or Bb | F | F      |
| Bb | Bb      | F | F      |
| C  | Bb      | F | F or C |

在这个例子中F是和声，Bb是下属音。应该注意到的是在大多数情况下和弦是属七和弦。一般最后一个和弦是和声进行的下一个和声的主弦（在这个例子里是C大调）。
歌词一般在第十小节的最后一拍或者第十一小节的第一拍结束，最后两小节给乐器演奏家作为过渡，这两小节的和弦可以非常复杂，有时其和弦无法分析。但是最后一拍几乎总是基于属七和弦来提高下一段歌词的力量。

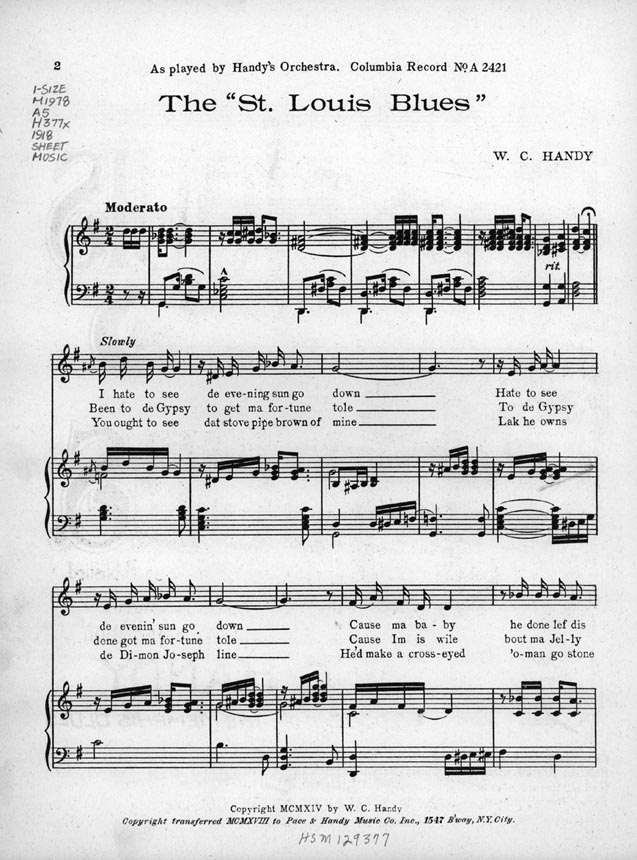
聖路易斯藍調的樂譜

在旋律上藍調使用大调的降三个、五个和七个半音。12节和声进行在数世纪内始终被使用，而藍調革命性的改进是在旋律中使用降三、降七，甚至降五，加上同时直接演奏邻近的音和“撕音”（如同前导音）。一个古典音乐家一般在演奏前导音时一般前导音先出现，而一个藍調歌唱家或口琴家会进行音高调整，一位藍調钢琴家或吉他家则会同时演奏这两个音，然后提前放开前导音。藍調和弦也会使用次属大小调七和弦和主调大小调七和弦来代替主调。偶尔藍調也会使用小调。藍調的小调与传统的小调差别不大，偶尔会在主调中使用降五，往往歌唱家或者主乐器会同时演奏和弦中的大调五。此外小调藍調一般有16小节，而不是12小节，而且往往受福音宗教音乐的影响。
藍調的摇滚节奏也是它的一个特征。其使用加强了节奏和启应的效果。许多战后的电子藍調和摇滚乐使用这些节奏中比较简单的。早期的咆勃（Bebop）是一个基本的基于吉他的弦的三个音组成的即兴重复段。这个音组配合低音和鼓造成了一种类似行走贝斯的技术，给藍調带来了其典型的感觉。一个和声行进的最后一小节一般转换向行进的下一个和声的开始。摇滚节奏在歌唱时往往使用“哆，哒哆，哒哆，哒”或者“咚，哒咚，哒咚，哒”的声音来伴唱。在吉他上它可以使用简单的、不断的低音或者逐步四分音地从属五和弦转向属七和弦，然后再回去。下面的图表记谱是使用E大调的藍調进行的前四个小节的一个例子：
```
   E7                  A7                  E7                  E7
E |-------------------|-------------------|-------------------|-------------------|
B |-------------------|-------------------|-------------------|-------------------|
G |-------------------|-------------------|-------------------|-------------------|
D |-------------------|2--2-4--4-2--2-4--4|-------------------|-------------------|
A |2--2-4--4-2--2-4--4|0--0-0--0-0--0-0--0|2--2-4--4-2--2-4--4|2--2-4--4-2--2-4--4|
E |0--0-0--0-0--0-0--0|-------------------|0--0-0--0-0--0-0--0|0--0-0--0-0--0-0--0|
```

## 历史

### 起源
藍調音樂从贫苦的黑人奴隶的业余音乐演化为了一种种类多样的、形式复杂的音乐种类，它还可以分亚类，在整个美国，后来也在欧洲、非洲和世界其他地区还产生了地区性的形式。今天的藍調与今天的乡村音乐一样是在19世纪美国南方开始的。最早的藍調和乡村音乐的录音是1920年代的，当时正在起步的大众音乐工业研究和制造了“非裔美國人音樂”和“传统音乐”等市场类型来相应地吸引黑人或者白人顾客。当在藍調和乡村音乐之间除演奏家的种族的区分外没有明确的区分，有时录音公司还会标错标签。实际上这种使用人种来进行的分类是错误的。比如当时人们将黑人奴隶表演给他们的主人的福音歌曲分为藍調，但实际上这种黑人宗教歌曲的来源是赫布里底群岛。黑人美国经济学家和历史学家托马斯·索维尔还指出美国南方的前黑人奴隶人群在相当程度上被他们的苏格兰-爱尔兰“鄉巴佬音樂”邻居们同化了。但是库比克和其他人的研究也显示出藍調中依然含有相当程度的非洲遗产。
关于藍調出现的社会和经济背景有过许多研究。藍調最早的出现时间不很精确，一般认为是在1870年和1900年之间。这个时期与美国南方奴隶解放和从奴隶制转向合作制和小规模农业的过程一致。一些学者将这个时期的发展定义为从集群表演转化为更加个人化的形式。劳伦斯·勒文（Lawrence Levine）认为“在国家强调个人的意识、布克·华盛顿的主张的普及性和藍調的形成之间有直接的联系。奴隶制对黑人的心理、社会和经济的影响是不可估量的，因此他们的世俗和宗教音乐对此的反映是非常自然的。”

### 二戰前
由于拉格泰姆的商业成功，美国乐谱商立刻开始追求类似的藍調的商业成功。1912年汉迪的三部类似藍調的作品出版，加速了叮砰巷采用藍調元素的过程。汉迪是一位职业音乐家，他在普及藍調的过程中起了一个关键角色。汉迪是第一位将藍調改写给乐团的人，他的改写作品达到了交响乐似的规模，配有乐队和歌唱家。他成为一位非常著名的作曲家，自称为“藍調之父”，但也有人认为他的作品根本不是藍調。他的作品可以看作是藍調、拉格泰姆和爵士乐的综合，他主要使用的是在拉格泰姆中使用长久的拉丁美洲音乐中的哈巴涅拉节奏。汉迪活了相当长时间，在这段时间里非常有作为，他最著名的作品是《圣路易藍調》。
1920年代里藍調成为美国黑人和美国流行音乐里的一个重要元素，通过汉迪的作品和经典的女藍調演唱家它也获得了“白人”听众的青睐。藍調从非正式的表演演化为剧院里的娱乐。在剧院里、夜总会里都会有藍調演奏。这个演化使得藍調特别地多样化，并且藍調与爵士乐之间的区别也越来越明确。一些唱片公司开始录制美国黑人音乐。随着录音工业的发展，一些乡村藍調艺人在美国黑人社群中的名声也不断增高。盲人莱蒙·杰弗森是第一位使用撕吉他录音的艺人，他使用刀片、酒瓶和其他不寻常的物件来弹吉他。撕吉他成为三角洲藍調非常重要的组成部分。在1920年代录制的藍調可以分为两个风格：一个是传统的乡村藍調，另一个是比较加工的，多样的城市藍調。
乡村藍調往往没有伴奏，或者只适用一个班卓琴或者吉他来伴奏，其表演往往是即兴演奏。在20世纪早期有许多地区性的乡村藍調风格，其中少数尤其重要。密西西比三角洲藍調风格纯朴，往往使用吉他或者口琴伴奏，它的歌唱非常简单和激情。这个风格最有影响的演奏家可以说是罗伯特·约翰逊了，他只做了少数录音，但是在这些录音中以独特的方式将城市与乡村藍調融合到了一起。东南部“优美、诗情”的藍調（Piedmont blues）使用一种精心的指弹吉他技术，其代表人是盲人威利·麦克泰尔和瞎孩子福勒。20年代和30年代产生的生动的孟菲斯藍調主要由陶瓶乐队演奏。这些乐队使用很多不同的不寻常的乐器如洗衣板、小提琴、玩具小笛或者曼陀铃。30年代后期和40年代初许多孟菲斯藍調音乐家迁往芝加哥，跨越乡村和电子藍調的界限。

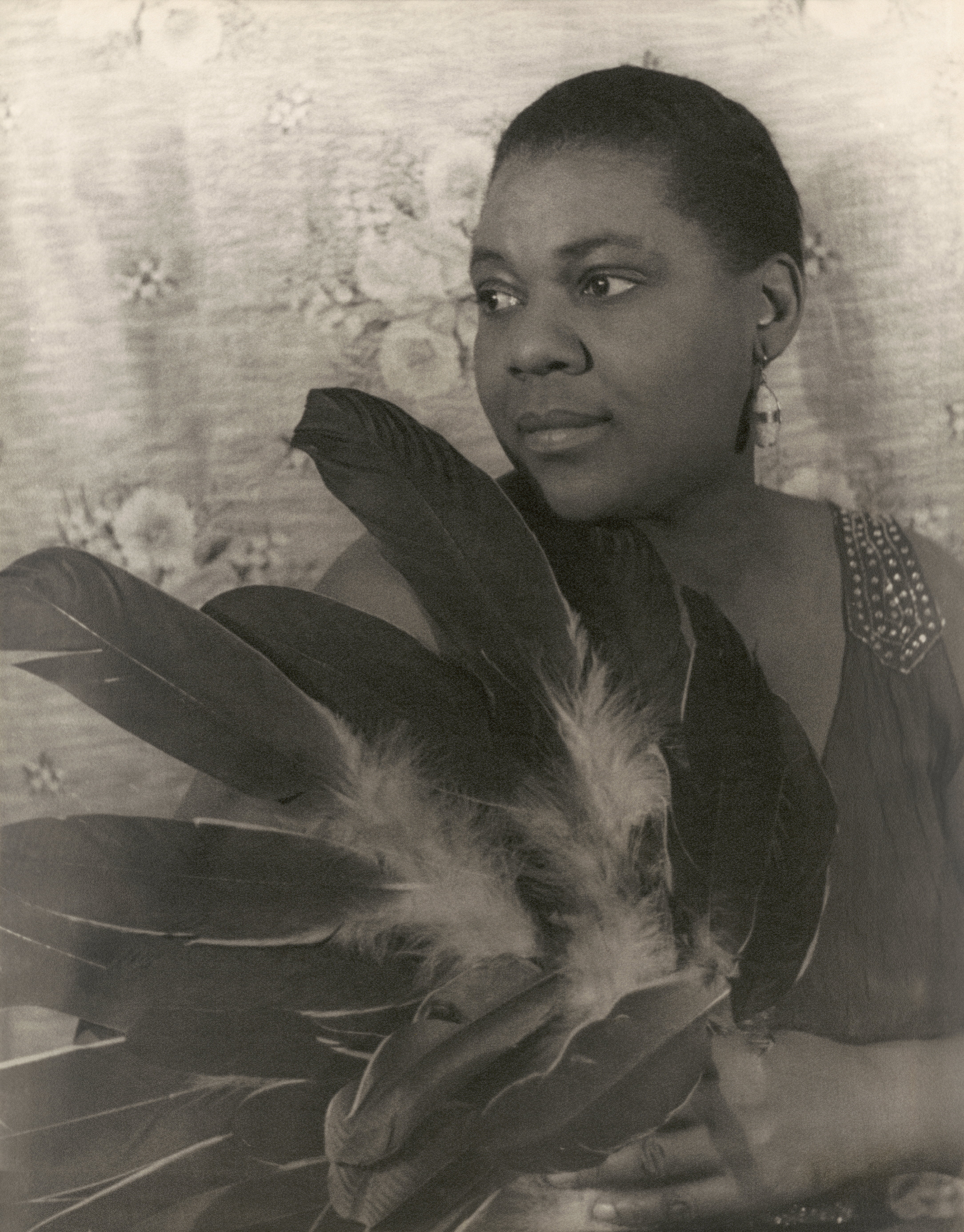
贝西史密斯是早期知名的藍調女歌手

城市藍調更有条理和更精心细作。经典女性藍調或者滑稽歌舞剧藍調歌唱家在1920年代尤其出名。比如贝西·史密斯，她虽然更加是一位滑稽歌舞剧演员，但确享有“藍調皇后”之称。她錄製的“疯狂藍調”唱片在一个月内賣出了7.5万张。她的導師瑪·雷尼同樣受尊敬，有“藍調之母”之稱。克拉克寫道，两位演唱家都使用“一种技术围绕着一个中心调来唱每支歌，可能为了使得她们的声音更容易传到演唱厅的后部”而史密斯“也喜欢用不寻常的调来唱歌。她用她美丽雄厚的女低音来改变和延伸曲调使得她的演唱无以比美。”城市藍調中的南艺术家包括当时美国最著名的黑人音乐家。
1930年代和40年代初另一个重要的城市藍調的风格是布基伍基。虽然这个风格主要是钢琴独奏，但也有歌唱或者使用乐团或者小的乐器配合的。布基伍基的特征是一个固定的低音旋律，一个固定音型或者一个既兴重复段。它使用最常见的音阶变换，左手演奏非常精巧的和声，而右手则演奏华丽的装饰。最早演奏布基伍基的是在芝加哥的吉米·杨西和所谓的布基伍基三人。芝加哥还推出了其他布基伍基音乐家如厄尔·海恩斯。海恩斯“左手上弹奏有力的拉格泰姆钢琴家式的节奏，而右手则弹奏着阿姆斯特朗的小号似的旋律”。
1940年代早期另一种城市藍調是跳跃藍調，这个风格受大乐队音乐的影响很重，它的特点是使用吉他来演奏节奏、爵士乐式的速度快的音乐、雄厚的演唱和使用萨克斯管或其他铜管乐器。跳跃藍調音乐家后来成为摇滚乐和节奏藍調的前驱。介于经典的节奏藍調与藍調之间的非常平滑的路易斯安那风格。

### 二战后早期
第二次世界大战后和在1950年代中随着城市化的加剧以及放声器的普及新的电子蓝调风格出现了，尤其在芝加哥、底特律和堪萨斯城这个风格非常流行。
50年代初芝加哥成为了蓝调的中心。芝加哥蓝调受三角洲蓝调的影响非常大，因为当时大多数艺术家是来自密西西比地区的移民。他们的风格特征是使用电子吉他、有时撕吉他、蓝调口琴、传统低音和鼓。但也有些音乐家使用萨克斯管，不过他们使用萨克斯管更主要地作为节奏支持，而不是作为独奏乐器。
50年代里蓝调对美国主流流行音乐的影响非常大。波·迪德利和查克·贝里直接受芝加哥蓝调的影响，他们激情的演奏离开了蓝调忧郁的风格，一般被看作是摇滚乐的开始。埃爾維斯·皮禮士利和比尔·海利受跳跃忧郁蓝调和布基伍基的影响很大，他们将摇滚乐带入了白人社群。芝加哥蓝调对路易斯安那州的兹德蔻音乐的影响也很重要。许多蓝调的风格被引入这个音乐流派，比如使用独奏电子吉他和凯金音乐。但也有些音乐家不是受芝加哥蓝调的影响，而是受其他风格的影响，比如西海岸蓝调。这个风格比芝加哥蓝调平滑，位于芝加哥蓝调、跳跃蓝调、摇滚和爵士吉他之间。也有的艺术家的风格非常个人。

### 60年代和70年代
1960年代初美国黑人音乐中的摇滚乐和灵魂乐成为了主流流行音乐。白人音乐家将黑人音乐在美国和其他国家传播给新的听众。虽然大多数听众只是喜欢当时的流行曲调，但是也有人开始追踪这些音乐的根底。尤其在英国产生了许多追求蓝调根底的乐队。到该年代后期白人音乐家演奏的多样的蓝调或者蓝调与摇滚乐融合的风格成为全世界流行音乐的主流。

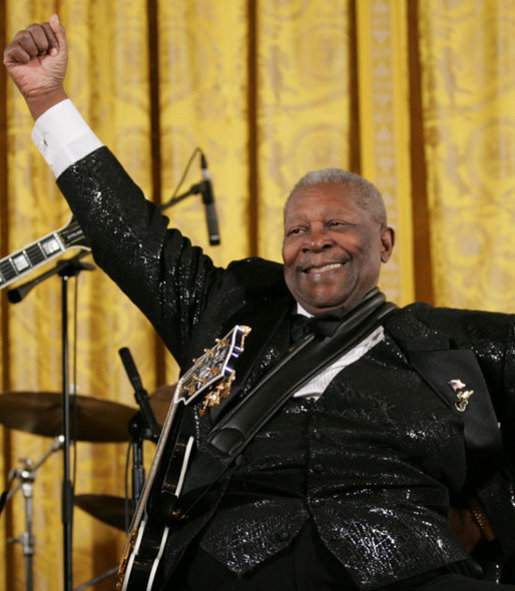
蓝调传奇人物B·B·金，和他的吉他「Lucille」

同时也有些艺术家继续发展蓝调的传统。B·B·金在50年代初，在60年代末达到了顶峰，他的技巧性的吉他技术使他获得了“蓝调之王”的称号。与芝加哥蓝调不同的是他和他的乐队使用强的低音支持，而不使用撕吉他或口琴。
美国民权运动和言论自由运动的音乐在美国导致了对美国音乐根底，尤其是早期美国黑人音乐的根源的研究。纽波特民间艺术节之类的重要音乐节将传统蓝调重新介绍给了新的听众。战前的声乐蓝调和许多被遗忘的蓝调演奏家被重新发现。许多战前的经典蓝调被重新编辑发表。
60年代末一个所谓的西边蓝调在芝加哥出现。这个新的风格与过去的芝加哥风格相比更强调节奏支持，缺乏口琴和萨克斯管，旋律比较少。新的艺术家出现了，他们的风格是芝加哥风格与摇滚乐的混合，使用音箱放大的电子吉他。
但是真正将蓝调介绍给年轻白人听众的是1960年代初芝加哥的保羅·巴特菲爾德藍調樂團和英国蓝调运动。英国蓝调是在英国形成的一个风格，在那里十多个乐队改写了三角洲蓝调和芝加哥蓝调的歌曲。英国蓝调音乐家反过来又为许多美国蓝调-摇滚乐混合演奏家带来了新的灵感。这些音乐家首先通过听英国演奏家获得了启发，又开始自己去研究蓝调的传统。尤其吉米·亨德里克斯是当时的一个稀有的艺术家，他本人是一个演奏幻觉式蓝调-摇滚乐的黑人演奏家。他是一位特技吉他手，在吉他技术方面是创立变音和反馈等技术的先驱。这些音乐家通过
蓝调对摇滚乐带来了强烈的影响,让更多人参与和欣賞蓝调乐，尤其是白人社会。

### 从1980年代到当今
从1980年开始藍調在其传统风格和新风格两方面不断前进。德州藍調出现了，这个新风格使用吉他作为独奏和节奏乐器。德州藍調受英国摇滚藍調的影响很深。
同时专门关于藍調的杂志出版，在美国的大城市里藍調社团成立，露天藍調节成为常事。更多的夜总会和酒店出现。今天几乎所有音乐都受到藍調的影响。

## 音乐冲击
作为藍調音阶的来源藍調对许多音乐风格都有重大的影响。许多爵士乐、民歌和摇滚乐艺术家录过藍調音乐的音。在许多非藍調音乐中可以找到藍調音阶的使用，比如在流行歌曲中，或者甚至在交响音乐中，比如乔治·格什温的《蓝色狂想曲》和《F大调协奏曲》。事实上藍調音阶在现代流行音乐中是独一无二的。有时在不意之处听众会听到藍調的节奏。比如电视连续剧《蝙蝠俠》的主题歌就使用了藍調的结构。著名的乡村音乐大师吉米·罗杰斯本来是藍調音乐家。吉他手/歌唱家特蕾西·查普曼的名歌《给我一个理由》（Give Me One Reason）是一支12节藍調，因此成为当今芝加哥藍調俱乐部的经典作。有时藍調音乐用来伴奏非正式的摇滚舞，这样伴奏的摇滚舞没有固定的形态，其重点在于舞蹈家之间的接触、观察、即兴表演和身体接触。
节奏藍調可以追踪到黑人聖歌和藍調。圣歌常被说成是藍調的来源。从音乐的观点来说圣歌来自于新英格兰的合唱传统，尤其是艾萨克·瓦茨的颂歌，加上非洲节奏和启应形式。对美国黑人的圣歌和宗教歌曲的纪录比“下层”的藍調要好得多。它们主要是在集体团聚或者布道团聚时产生的。它们的普及性也来自于它们内容的（肤浅地看的）政治正确。大多数乡村藍調演奏家同时演奏这两种音乐，往往两者只在其歌词上有所区别。被说成是福音音乐的祖师托马斯·杜塞是典型的跨步于这两种音乐的音乐家。但是实际上福音音乐是从1930年代开始的，其最早的成功的演奏家是金门四人乐队。50年代中灵歌从福音音乐和藍調音乐中接受了许多元素。60年代和70年代这些音乐形式融合成了灵魂藍調。70年代的灵歌音乐和放克（Funk）音乐的后继人是嬉蹦文化和现代的节奏藍調，由此可以看到藍調与大多数现代节奏藍調之间的关系。

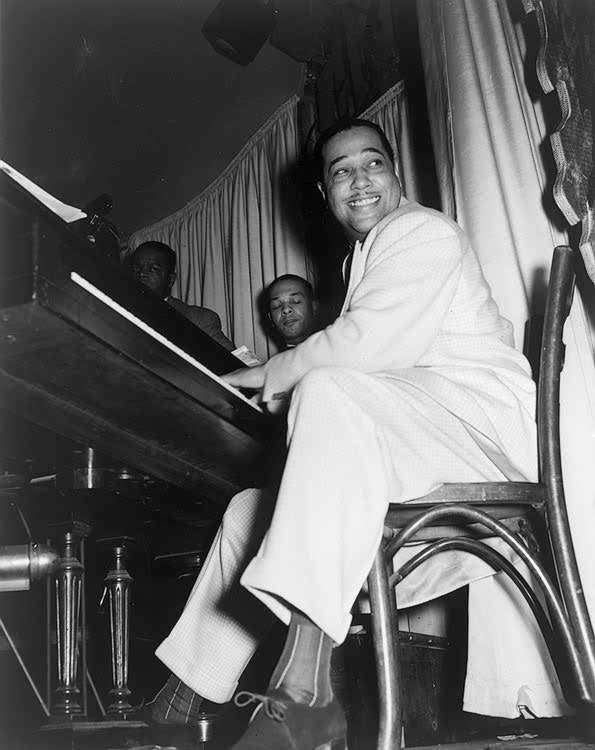
埃灵顿公爵（Duke Ellington）是一位爵士乐艺术家，但他经常使用藍調的形式

二战前藍調与爵士乐之间的区别有时有点含糊。一般来说爵士乐更加强调从铜管乐队来的和声结构。但跳跃藍調显然是两种音乐的融合。战后藍調对爵士乐的影响巨大，大多数波普经典作品使用藍調音调。但这个影响只是形式上的。波普标志着爵士乐从一种大众舞曲演化为一种高等的、难以领会的“音乐家的音乐”。藍調和爵士乐的听众开始分开来，这時藍調与爵士乐之间的区别才开始分明。演奏藍調与爵士乐之间的艺术家被称为爵士乐藍調。
12节结构与藍調音节对摇滚乐的影响是如此的大以至于我们可以将摇滚乐称为是藍調的一个衍生物或者是“退化了的藍調”。摇滚乐革命时期很少有不是在藍調的基础上演变过来的歌。早期美国黑人摇滚乐音乐家重新使用了藍調疯狂的性爱内容。早期“白人”摇滚乐的歌词有比较正经一些，主要借助藍調的结构和和弦，但是减少和弦的创造性和性爱的内容。有些演唱黑人摇滚歌的人甚至改变歌词。

## 社会冲击
如同爵士乐、摇滚乐和嬉蹦文化這類文化一样，藍調亦曾被人視为“魔鬼的音乐”，更有人说它导致暴力和其他罪恶行为。在20世纪初，特別是从1920年代开始白人听众开始听藍調時，藍調曾被看作是次等的、低級的音樂。汉迪是第一位使非黑人听众认识到藍調的音乐家。
時至今天，藍調已是美国黑人文化的重要一環，甚至是美国文化遗产的一个重要组成部分。这些不仅出現在学者的论文之中，而且也出現在许多主流电影里，《福禄双霸天》就是一個好例子。这部电影里使用了几乎所有与藍調有关的音乐形式，這给藍調音乐的形象带来了一个重要的改变。它使得《Sweet Home Chicago》这首歌成为了芝加哥非正式的市歌。